# Luna-Devyat’ Mountain
Der Luna-Devyat’ Mountain (russisch Гора Луна-девять Gora Luna-devjat, deutsch ‚Luna-9-Berg‘ norwegisch Luna 9-haugen) ist ein 1880 m hoher Berg im ostantarktischen Königin-Maud-Land. Im Alexander-von-Humboldt-Gebirge des Wohlthatmassivs ragt er am östlichen Ende der Eidshaugane auf.
Entdeckt und aus der Luft fotografiert wurde er bei der Deutschen Antarktischen Expedition 1938/39 unter der Leitung des Polarforschers Alfred Ritscher. Norwegische Kartographen kartierten ihn anhand von Vermessungen und Luftaufnahmen der Dritten Norwegischen Antarktisexpedition (1956–1960). Teilnehmer einer sowjetischen Antarktisexpedition (1960–1961) nahmen eine neuerliche Kartierung vor. Benannt ist der Berg nach der sowjetischen Sonde Luna 9, mit der am 3. Februar 1966 die erste erfolgreiche Landung auf dem Mond gelang. Das Advisory Committee on Antarctic Names übertrug die russische Benennung 1970 in einer Teilübersetzung ins Englische.